# Himmelbjergruten

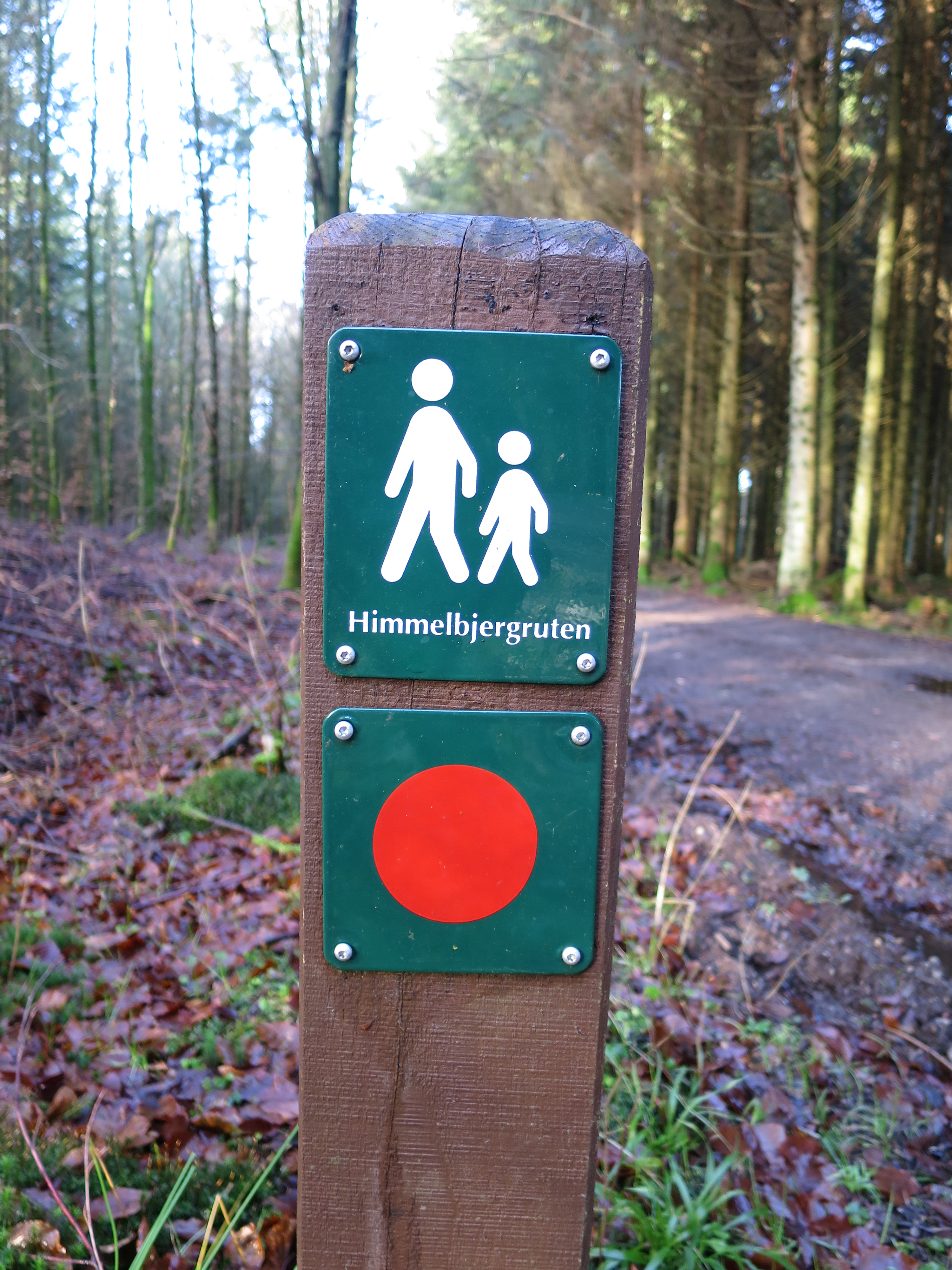

De Himmelbjergruten (Himmelbjergroute) is een gemarkeerd langeafstandswandelpad in Silkeborg in Denemarken. De route is 52 kilometer lang en doorkruist het merengebied Søhøjlandet rond de Himmelbjerget. 